# Philodromus panganii
Philodromus panganii este o specie de păianjeni din genul Philodromus, familia Philodromidae, descrisă de Caporiacco, 1947. Conform Catalogue of Life specia Philodromus panganii nu are subspecii cunoscute.